# WWE Raw 2
WWE Raw 2 — компьютерная игра, симулятор рестлинга, выпущенный компанией THQ в 2003 году. Является продолжение симулятора рестлинга WWE Raw, включающим в себя совершенно новые режимы, новых рестлеров.

## Геймплей
Впервые в серии, режим Season был включен в игру. Это позволяет игрокам выбирать рестлеров, вызывать других из раздевалки, формировать альянсы и нанимать менеджеров.
В режиме Create-A-Superstar пользователи имеют возможность выбирать характер рестлера и он или она должна быть фэйсом или хилом. Это позволяет определить, кто друзья героя и враги в режиме карьеры.
WWE RAW 2 также позволяет игрокам изменять рестлеров WWE , так как они хотят, чтобы они выглядели. В режиме Season, изменения не могут быть внесены, но рестлеры могут меняться, кого любит или не любит их рестлер с помощью различных вариантов. Переключение между фэйсом и хилом можно сделать с помощью опций.
В игре представлено несколько арен, где WWE проводило шоу в течение 2002 и 2003 годах. Есть также арены основанные на каждом телевизионном шоу WWE. Новые типы матчей включены в игру: Hell in a Cell, TLC и Royal Rumble матчи доступны в WWE RAW 2.
Режим Create an Entrance позволяет игроку использовать собственные музыкальные треки, которые были скопированы на свой жесткий диск Xbox и Create an Entrance video с характерному игроку приемами рестлинга.

## Режим Season
Для удачного завершения сезона игроку требуется участвовать в течение 12 месяцев на шоу RAW и Smackdown, а также на Pay-Per-View шоу, и закончить сезон с титулом WWE или титулом чемпиона мира в тяжёлом весе. За успешные сезоны игрок получает очки, которые будут видны в «Hall of Fame» секции главного меню, которые впоследствии могут быть использованы для открытия одежды и титантронов, которые могут быть использованы для модификации вашего созданного персонажа. Однако, эти вещи могут быть открыты во время сезона используя функцию «Своровать».
В отличие от игр серии Smackdown, WWE RAW 2 не имеет никаких голосов или текстов. Шансы на получение «Title Shot» зависят от успешного выполнения действий предоставленных в режиме «Season», но в основном это зависит от популярности вашего персонажа.
Тем не менее, другие факторы, такие как уровень дружелюбия персонажа по отношению к другим персонажам, например, внезапные нападения, поощрения или использование повторяющихся вызовов, также могут повлиять на шансы.
Есть несколько недостатков в режиме «Season», например: если игрок участвует в титульном матче, пояс можно выиграть через дисквалификацию, это идет против правил WWE. Другим недостатком является то, что если два рестлера дерутся за титул WWE или за титул чемпиона мира в тяжёлом весе, и кто-то вмешается, то он может стать чемпионом. Кроме того, дивы могут выиграть мировые титулы.

### Ростер

#### Рестлеры
| - Spike Dudley - Jamie Noble - Mark Henry - A-Train - Chuck Palumbo - Rico - Shannon Moore - Billy Kidman - Stevie Richards | - Hardcore Holly - Crash Holly - Tommy Dreamer - Bradshaw - Rhyno - Val Venis - Kevin Nash - The Rock - Steve Austin | - Triple H - Chris Jericho - Shawn Michaels - Booker T - Hulk Hogan - Brock Lesnar - Kurt Angle - The Undertaker - Rob Van Dam | - Kane - Bubba Ray Dudley - D-Von - The Hurricane - Goldust - Rey Mysterio - Edge - The Big Show - Chris Benoit | - Batista - Randy Orton - Ric Flair - Test - Christian - Scott Steiner - John Cena - Chavo Guerrero - Eddie Guerrero | - Matt Hardy - Lance Storm - Tajiri - Rikishi - Chris Nowinski - Goldberg - Billy Gunn - William Regal |

#### Дивы
- Nidia
- Jacqueline
- Jazz[англ.]
- Terri
- Lita
- Stacy Keibler
- Trish Stratus
- Victoria
- Torrie Wilson
- Stephanie McMahon
- Molly Holly

### Арены
Raw 2 включает в себя 14 арен:
- Raw
- Smackdown
- Royal Rumble
- No Way Out
- Wrestlemania
- Backlash
- Judgment Day
- King of the Ring
- Vengeance[англ.]
- SummerSlam
- Unforgiven[англ.]
- No Mercy[англ.]
- Survivor Series
- Armageddon[англ.]

## Soundtrack
| Artist                    | Song                                     |
| ------------------------- | ---------------------------------------- |
| Rob Zombie                | «Never Gonna Stop (The Red, Red Kroovy)» |
| Jimi Hendrix              | «Voodoo Child (Slight Return)»           |
| Union Underground         | «Across the Nation»                      |
| Associated Production LLC | «KOS 010 #-31»                           |
| Jimmy Hart                | «Kidman Theme»                           |
| Bradley Royds             | «Also Sprach Zarathustra»                |
| Our Lady Peace            | «Whatever»                               |
| Bradley Royds             | «Come and Get It»                        |
| Bradley Royds             | «Asiattacker»                            |

## Оценки
| Сводный рейтинг    | Сводный рейтинг |
| Агрегатор          | Оценка          |
| ------------------ | --------------- |
| GameRankings       | 70,08 %         |
| Metacritic         | 68/100          |
| Иноязычные издания |                 |
| Издание            | Оценка          |
| EGM                | 4,33/10         |
| Game Informer      | 7,25/10         |
| GamePro            | [ 5 ]           |
| GameSpot           | 6,9/10          |
| GameSpy            | [ 7 ]           |
| GameZone           | 8,9/10          |
| IGN                | 9,1/10          |
| OXM                | 6,8/10          |
| TeamXbox           | 8,8/10          |
| X-Play             | [ 12 ]          |
| Playboy            | 63 %            |